# Gert Strobl

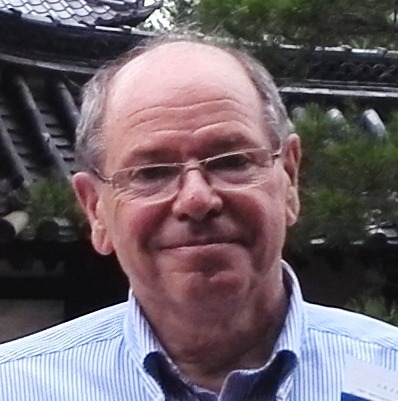
Gert Strobl (2013)

Gert Rüdiger Strobl (* 7. Januar 1941 in Prag) ist ein deutscher Physiker und Universitätsprofessor.

## Werdegang
Strobl hat 1960 das Abitur am Schelztor-Gymnasium in Esslingen am Neckar abgelegt.
Daraufhin studierte er Physik an der Technischen Hochschule Stuttgart, wo er 1966 sein Diplom erhielt.
1970 promovierte er am Institut für Physikalische Chemie der Johannes Gutenberg-Universität Mainz, mit der Arbeit Experimentelle und theoretische Untersuchungen zum thermischen Verhalten von N-Alkan-Kettenmolekülkristallen zum Doktor der Naturwissenschaften. Im Jahr 1975 habilitierte er sich dort für das Fach Physikalische Chemie.
Von 1978 bis 1985 war Gert Strobl Professor für Physikalische Chemie im Fachbereich Chemie der Johannes Gutenberg-Universität Mainz. 1985 wurde er an den Lehrstuhl für Experimentelle Polymerphysik am Physikalischen Institut der Albert-Ludwigs-Universität Freiburg berufen. 2006 ging er in Pension.
Schwerpunkte seiner Arbeit waren Strukturbildungsprozesse und die molekulare Dynamik in semikristallinen Polymeren.

## Auszeichnungen
- 1977 Physikpreis verliehen von der Deutschen Physikalischen Gesellschaft
- 1977 Chemiedozenten-Stipendium verliehen von dem Fonds der Chemischen Industrie
- 2014 Robert-Wichard-Pohl-Preis verliehen von der Deutschen Physikalischen Gesellschaft
- 2014 SPSJ International Award verliehen von der Society of Polymer Science Japan

## Bücher
- The Physics of Polymers, Concepts for Understanding Their Structures and Behavior. Third Revised and Expanded Edition, Springer 2007, ISBN 978-3-540-25278-8
- Condensed Matter Physics: Crystals, Liquids, Liquid Crystals, and Polymers, Springer 2003, ISBN 978-3-540-00353-3
- Physik kondensierter Materie. Kristalle, Flüssigkeiten, Flüssigkristalle und Polymere, Springer 2002, ISBN 978-3-540-43217-3

## Veröffentlichungen (Auswahl)
- G. Strobl: From the melt via mesomorphic and granular crystalline layers to lamellar crystallites: A major route followed in polymer crystallization?, Eur. Phys. J. E 3,165 (2000)
- K. Hong, A. Rastogi, G. Strobl: A model treating tensile deformation of semi-crystalline polymers: Quasi-static stress-strain relationship and viscous stress determined for a sample of polyethylene, Macromolecules 37, 10165 (2004)
- G. Strobl: A thermodynamic multiphase scheme treating polymer crystallization and melting, Eur. Phys. J. E 18, 295 (2005)
- T. Hippler, S. Jiang, G. Strobl: Block formation during polymer crystallization, Macromolecules 38, 9396 (2005)
- J. Fritsch, W. Stille, G. Strobl: Investigation of polymer crystallization kinetics with time dependent light attenuation measurements, Colloid Polym. Sci. 284, 620 (2006)
- G. Strobl: Crystallization and melting of bulk polymers: New observations, conclusions and a thermodynamic scheme, Prog. Polym. Sci. 31, 398 (2006)
- C. Hertlein, K.Saalwächter, G. Strobl: Low-field NMR studies of polymer crystallization kinetics: changes in the melt dynamics, Polymer 47, 7216 (2006)
- Tai-Yon Cho, Barbara Heck, Gert Strobl: Stabilization, Reformation and Melting of Poly(L-Lactide) Crystallites, Chinese J. Polym. Sci. 25, 83 (2007)
- Barbara Heck, Silvia Siegenführ, Gert Strobl, Ralf Thomann: A law controlling polymer recrystallization showing up in experiments on s-polypropylene, Polymer 48, 1352 (2007)
- T. Y. Cho, W. Stille, G. Strobl: Zero Growth Temperature of Crystallizing Polyethylene, Macromolecules 40, 2596 (2007)
- G. Strobl, T. Y. Cho: Growth kinetics of polymer crystals in bulk, Eur. Phys. J. E 23, 55 (2007)
- G. Strobl: Laws controlling crystallization and melting in bulk polymers, Rev. Mod. Phys. 81, 1287 (2009)
- Barbara Heck, Ernesto Perez and Gert Strobl: Two Competing Crystallization Modes in a Smectogenic Polyester, Macromolecules 43, 4172-4183 (2010)